# ジェフリー・ブルマ
ジェフリー・ブルマ（Jeffrey Kevin van Homoet Bruma, 1991年11月13日 - ）は、オランダ・南ホラント州ロッテルダム出身のサッカー選手。ポジションはDF（センターバック）。

## 来歴

### クラブ
フェイエノールトの下部組織に所属していたブルマだが、チェルシーFCのスカウトの目に止まり15歳の頃チェルシーのユースチームに加わった。その後チェルシーのユースチームから16歳でリザーブチームへと順調にステップアップしていき、2011年6月30日、ドイツのハンブルガーSVへの1年間のレンタル移籍が発表された。2013年6月、PSVアイントホーフェンへ完全移籍。インテルナツィオナーレ・ミラノが関心を示す中、2016年6月25日、VfLヴォルフスブルクに移籍することが発表された。ジョン・アンソニー・ブルックスと共に最終ラインで主力として活躍したが、膝に怪我を負って以降は出場機会を失った。
2019年1月31日、シャルケ04にシーズン終了までのレンタル移籍。
2020年1月30日、1.FSVマインツ05にレンタル移籍した。
2021年8月3日、カスムパシャSKと2年契約を結んだ。
2023年1月30日、SCヘーレンフェーンに移籍した。

### 代表
17歳でオランダU-21代表に招集され主力として活躍した。2010年のFAユースカップではCBとして優勝に貢献。
2010年8月11日の対ウクライナ戦でオランダ代表デビュー。2014年11月16日のUEFA EURO 2016予選、ラトビア戦で代表初得点を挙げた。

## 人物・エピソード
- 足元も巧みで攻撃参加やフリーキックが得意。それらを活かしてボランチ、サイドバックとしてもプレーできる[要出典]。兄のマルシアーノもプロのサッカー選手である。

## タイトル
クラブ
PSVアイントホーフェン
- エールディヴィジ 2014-15, 2015-16
- ヨハン・クライフ・スハール 2015